# Magnordine
Il magnordine (pl. magnordini) è una categoria tassonomica, utilizzata in biologia per la classificazione scientifica delle forme di vita. Rappresenta un taxon gerarchicamente inferiore alla parvclasse e superiore al superordine.